# Investigational New Drug
El programa Investigational New Drug (IND) ("Nuevo fármaco en investigación") de la Administración de Alimentos y Drogas de Estados Unidos (FDA) es el medio por el cual una empresa farmacéutica obtiene el permiso para enviar una droga experimental a través de líneas estatales (por lo general para los investigadores clínicos) antes de que una solicitud de comercialización para el medicamento haya sido aprobado. La FDA revisa la solicitud de seguridad IND para garantizar que los sujetos de investigación no serán sometidos a un riesgo irrazonable. Si la solicitud es aprobada, la droga candidata por lo general entra en una Fase 1 del ensayo clínico. Los reglamentos son principalmente en 21 C. F. R.

## Criterios para solicitud
Se requiere un IND para un estudio clínico si su propósito es apoyar un/a:
- Indicación nueva
- Cambio en la ruta de administración aprobada o nivel de dosificación
- Cambio en la población aprobada de pacientes (p. ej. pediátrica) o una población en riesgo mayor o aumento (ancianos, VIH positivo, inmunodeficientes)
- Cambio significativo en la promoción de un fármaco aprobado